# Оболе
Обо́ле (бел. Або́ле, лит. Obolė) — озеро в Браславском районе Витебской области Белоруссии, недалеко от границы с Латвей и Литвой, на северо-восточной окраине Балтийской гряды.
Площадь озера составляет 4,67 км². Длина 6,55 км, ширина до 1,43 км. Наибольшая глубина озера 9,2 м. Береговая линия слабоизвилистая длиной 17,6 км. Котловина Оболе ложбинного типа имеет вытянутую форму. Дно до глубин в 1 м занимает 17 % площади и устлано песком, глубже — глинистый ил.
Озеро эвтрофное, проточное. Через озеро протекает река Дрисвятка, которая соединяет Оболе с озером Дрисвяты. Кроме того, Оболе системой рек соединяется с Богинской группой озёр. Берега (высотой 0,3—0,5 м) песчаные, на юго-западе заболоченные. По берегам заросли кустарника. Озеро делится на два плёса: мелководный северный и глубокий южный. На озере два острова общей площадью 1,6 га. Надводная растительность на расстоянии 30—600 м от берега.
В озере водятся лещ, щука, судак, сом, плотва, краснопёрка и другие виды рыб. Встречается угорь. Вблизи озера расположены деревни Трабши, Войленишки, Голевщизна, Дворище, Оболяны.